# Chris Stapleton
Christopher Alvin Stapleton (* 15. dubna 1978 Lexington, Kentucky) je americký zpěvák, kytarista a skladatel. Stapleton započal svoji kariéru v Nashville v Tennessee, kde nejprve vedl dvě kapely a později vydal tři sólová alba. Jeho tvorba zahrnuje řadu žánrů včetně country, southern rock, rock and roll a bluegrass. Stapleton je držitelem pěti cen Grammy.

## Diskografie
Studiová alba
- Traveller (2015)
- From A Room: Volume 1 (2017)
- From A Room: Volume 2 (2017)
- Starting Over (2020)